# Moxostoma
Pour les articles homonymes, voir Chevalier (poisson).
Genre
Moxostoma est un genre de poissons de la famille des Catostomidae, comprenant des espèces nommées Chevaliers, Matalotes ou Suceurs.

## Liste des espèces
Selon FishBase (16 juillet 2015):
- Moxostoma albidum (Girard, 1856)
- Moxostoma anisurum (Rafinesque, 1820) — Chevalier blanc
- Moxostoma ariommum Robins and Raney, 1956.
- Moxostoma austrinum Bean, 1880
- Moxostoma breviceps (Cope, 1870)
- Moxostoma carinatum (Cope, 1870) — Chevalier de rivière, Suceur ballot
- Moxostoma cervinum (Cope, 1868)
- Moxostoma collapsum (Cope, 1870)
- Moxostoma congestum (Baird & Girard, 1854) — Matalote gris
- Moxostoma duquesnii (Lesueur, 1817) — Chevalier noir
- Moxostoma erythrurum (Rafinesque, 1818)
- Moxostoma hubbsi Legendre, 1952 — Chevalier cuivré
- Moxostoma lacerum (Jordan & Brayton, 1877)
- Moxostoma lachneri Robins & Raney, 1956
- Moxostoma macrolepidotum (Lesueur, 1817) — Chevalier rouge, Suceur rouge
- Moxostoma mascotae Regan, 1907 — Matalote de Mascota
- Moxostoma pappillosum (Cope, 1870)
- Moxostoma pisolabrum Trautman & Martin, 1951
- Moxostoma poecilurum Jordan, 1877
- Moxostoma robustum (Cope, 1870)
- Moxostoma rupiscartes Jordan & Jenkins in Jordan, 1889
- Moxostoma valenciennesi Jordan, 1885 — Chevalier jaune

## Galerie

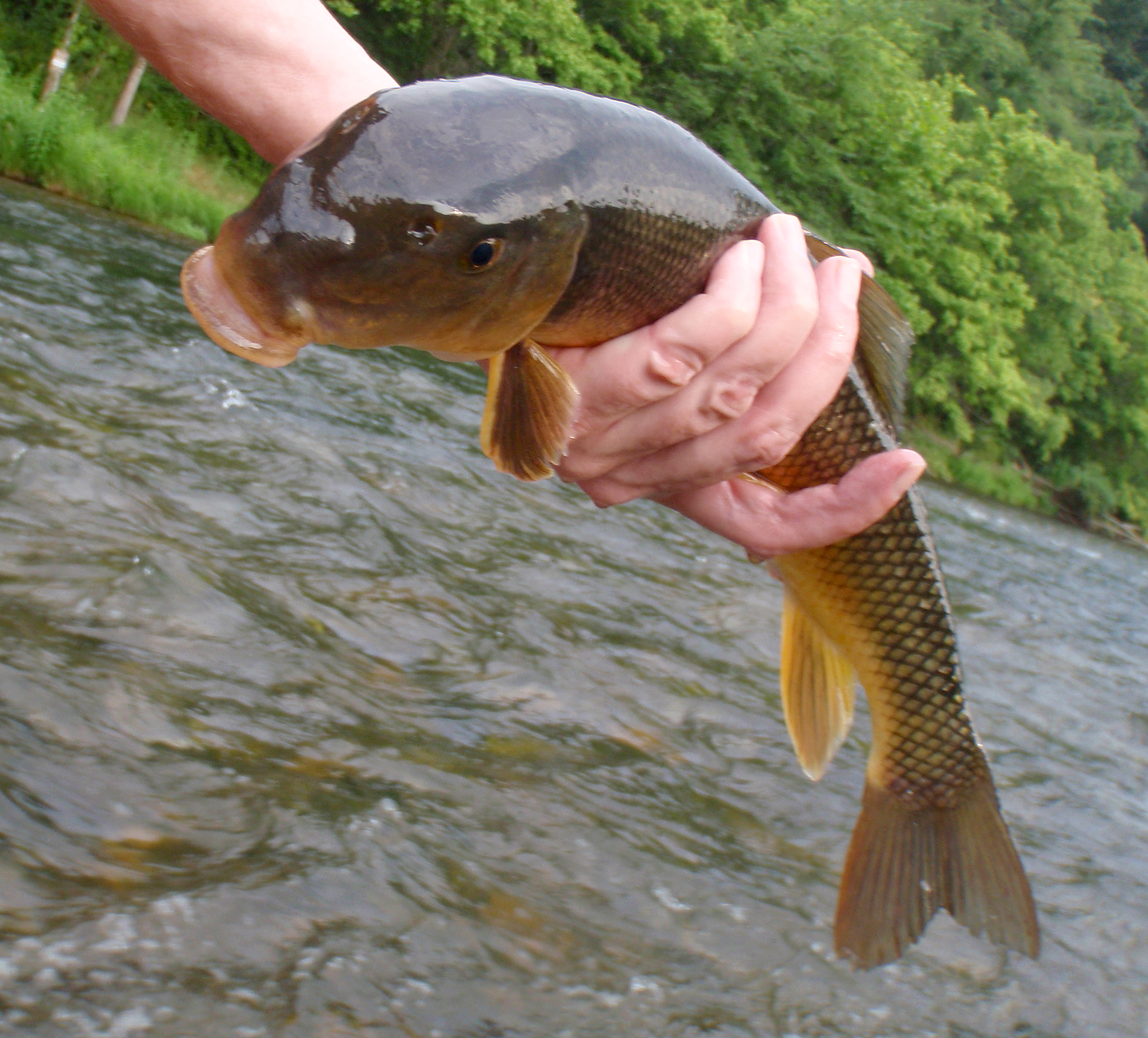
Moxostoma duquesnii
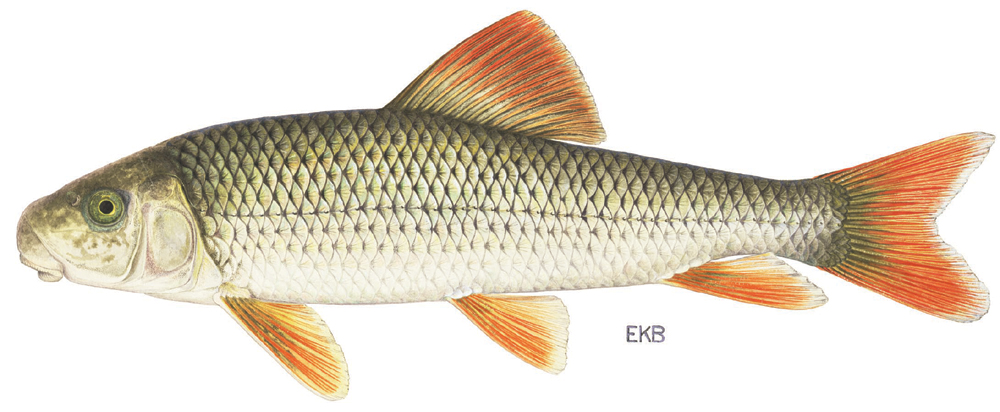
Moxostoma valenciennesi
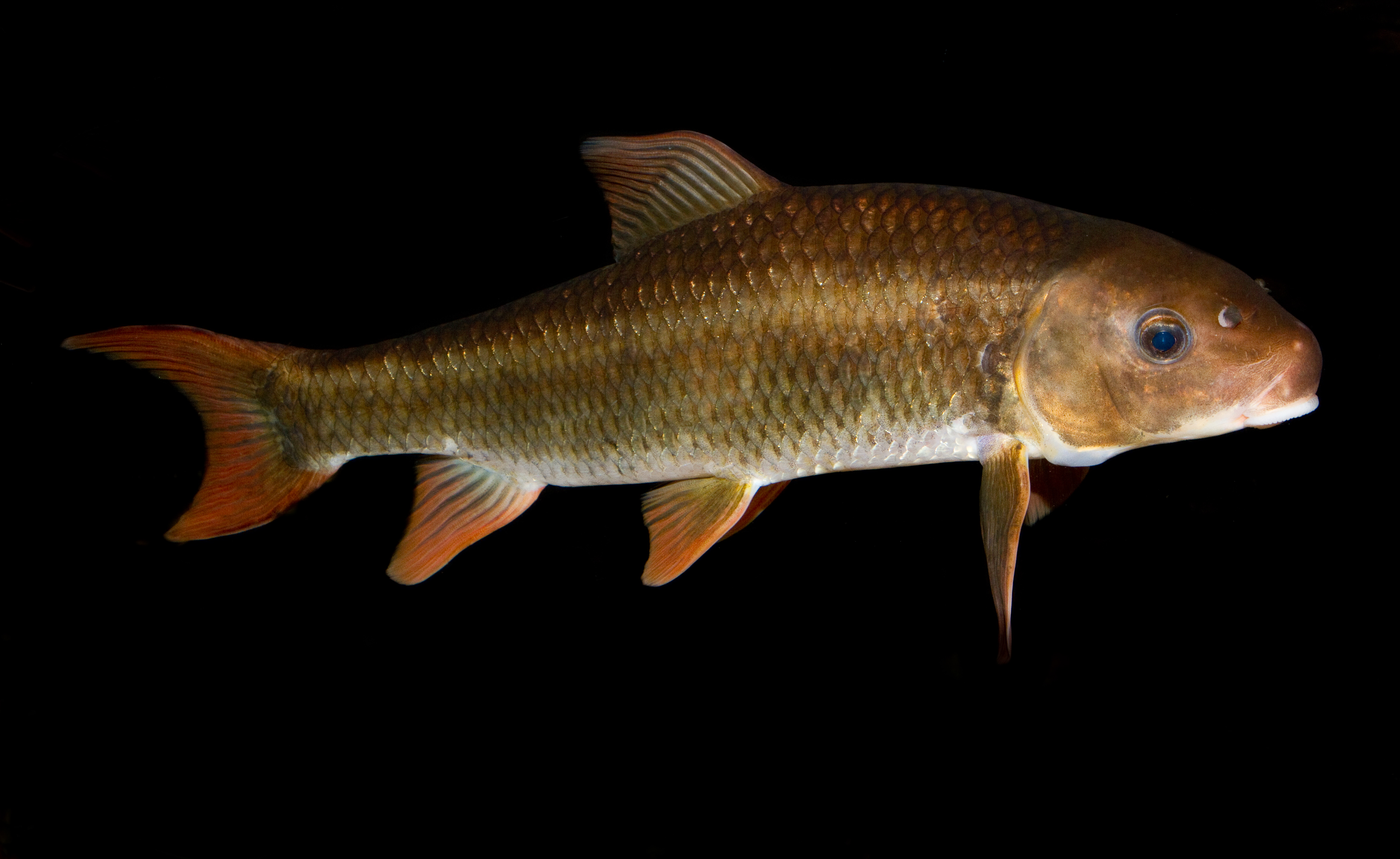
Moxostoma robustum
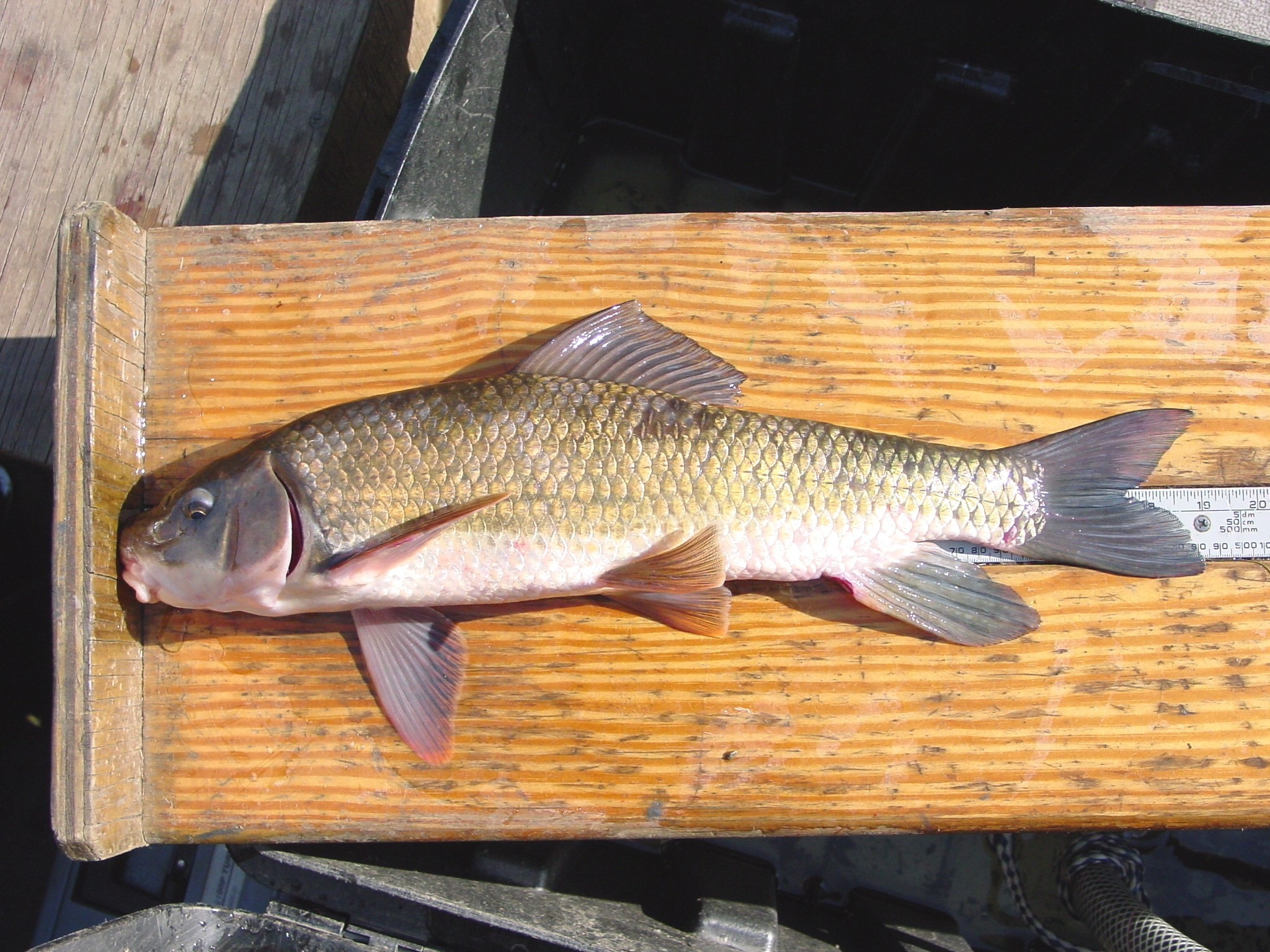
Moxostoma sp.
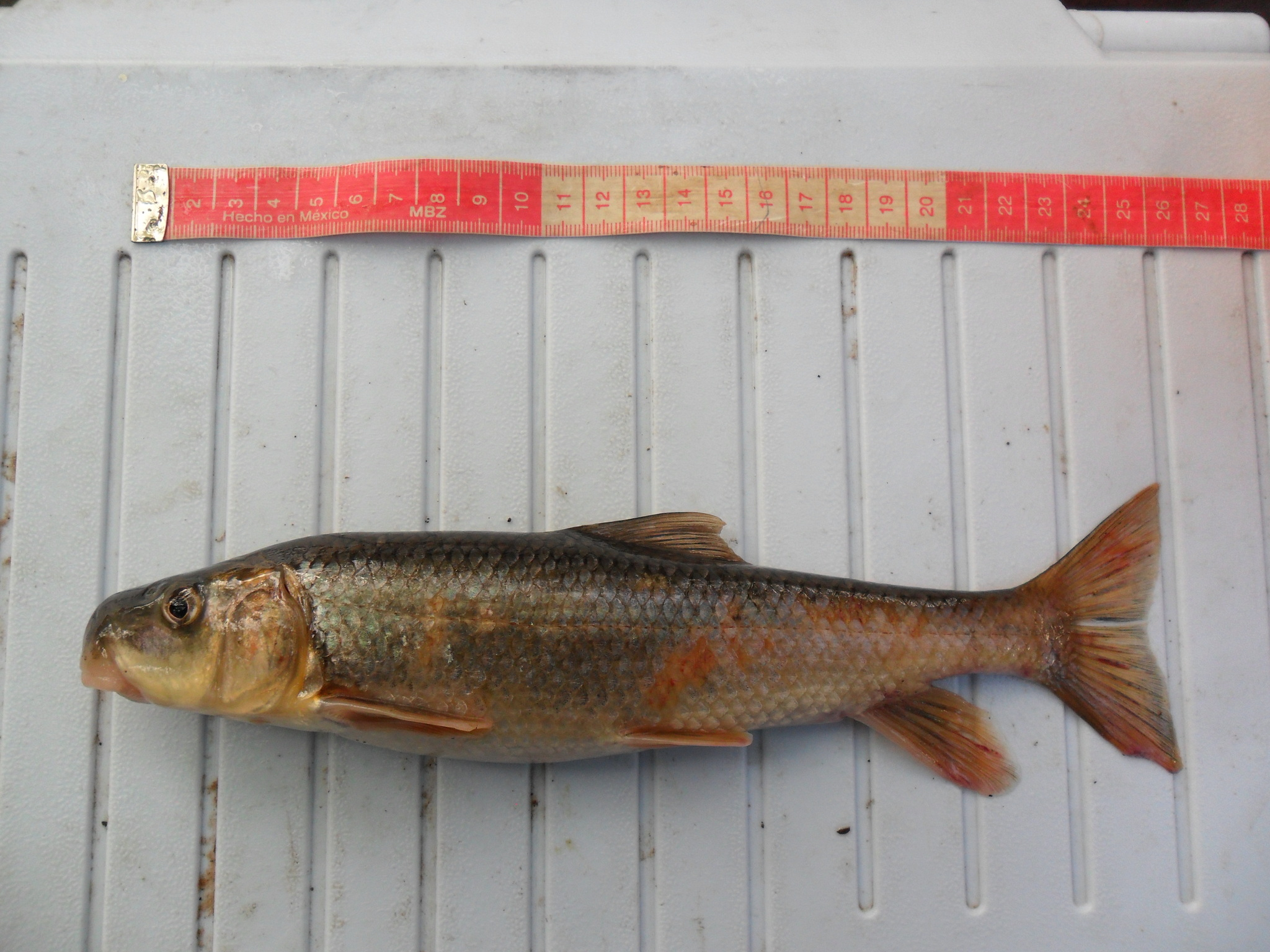
Moxostoma mascotae
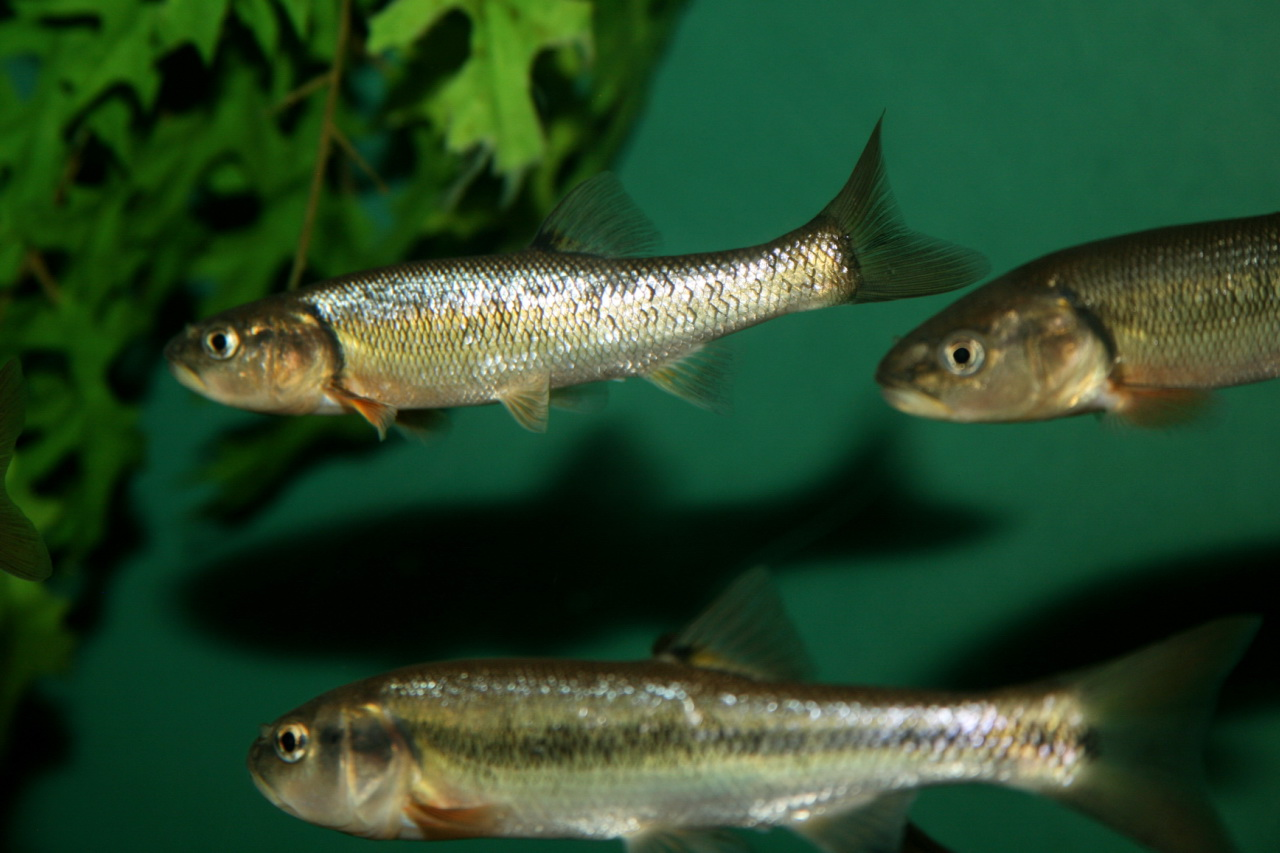
Moxostoma sp.